# Karl Fischer (Sänger)
Karl Maria Fischer (1840 in Braunschweig – April 1883 in München) war ein österreichischer Opernsänger der Stimmlagen Bariton und Bass. Er war an zwei Uraufführungen von Werken Richard Wagners beteiligt – als Fritz Kothner in Die Meistersinger von Nürnberg und als Alberich in Das Rheingold, beide Ende der 1860er Jahre in München unter Schirmherrschaft König Ludwigs II. von Bayern.

## Leben und Werk
Karl war der Sohn des bekannten Sängerehepaars Friedrich Wilhelm Fischer (1805–1871) und Caroline Fischer-Achten (1806–1896), beide aus Österreich stammend. Der Vater war ein Bass, die Mutter eine Koloratursopranistin. Beide waren lange Jahre am Hoftheater Braunschweig verpflichtet. 
Er selbst wurde 1864 an das Stadttheater in Würzburg engagiert, 1865 an die Hofoper in München. Er gehörte zehn Spielzeiten lang dem Hofopern-Ensemble an und konnte sich in verschiedenen Rollen seines Stimmfachs unter Beweis stellen. In die Zeit seines Engagements fiel auch die Begeisterung des jungen Königs für die Werke Wagners, die einerseits zu den Münchener Mustervorstellungen führten, andererseits zu den vier (von Wagner teils gewollten, teils ungewollten) Uraufführungen. Karl Fischer war an beiden beteiligt. Bei der Münchner Erstaufführung des Fliegenden Holländers im Dezember 1864 übernahm er die Rolle des Daland, in der Uraufführung der Meistersinger von Nürnberg am 21. Juni 1868 den Fritz Kothner und in der Uraufführung des Rheingolds am 22. September 1869 den Alberich. Am 28. Mai 1872 war er an der Hofoper in der Uraufführung von Theodor Körner besetzt, einer Oper Wendelin Weißheimers. Ab 1873 unternahm er Gastspielreisen, die ihn auch nach Nordamerika führten. Auch auswärts war er insbesondere als Wagner-Sänger gefragt.
Auch zwei seiner Brüder – der Bassbariton Emil Fischer und der Tenor Ludwig Fischer-Achten – erlangten überwiegend als Wagner-Interpreten Bekanntheit.

## Quelle
1. ↑  Karl-Josef Kutsch, Leo Riemens: Großes Sängerlexikon. Walter de Gruyter, 2012, ISBN 978-3-598-44088-5 (google.de [abgerufen am 3. April 2024]).

| Personendaten    | Personendaten                                |
| ---------------- | -------------------------------------------- |
| NAME             | Fischer, Karl                                |
| ALTERNATIVNAMEN  | Fischer, Karl Maria                          |
| KURZBESCHREIBUNG | österreichischer Opernsänger (Bariton, Bass) |
| GEBURTSDATUM     | 1840                                         |
| GEBURTSORT       | Braunschweig                                 |
| STERBEDATUM      | April 1883                                   |
| STERBEORT        | München                                      |